# 文鶴駅
文鶴駅（ムナクえき）は、大韓民国仁川広域市延寿区にかつて存在した水仁線の鉄道駅である。

## 歴史
- 1937年8月5日：開業[1]。
- 時期不明：廃止。